# Матроска
Матроска (до 2016 року — Матроська) — село в України, у Саф'янівській сільській громаді Ізмаїльського району Одеської області. Населення —  2259 осіб.

## Історія
12 червня 2020 року, відповідно до Розпорядження Кабінету Міністрів України від № 724-р «Про визначення адміністративних центрів та затвердження територій територіальних громад Одеської області», увійшло до складу Саф'янівської сільської територіальної громади.
19 липня 2020 року, в результаті адміністративно-територіальної реформи і ліквідації Ізмаїльського (1940  – 2020) району, село увійшло до складу новоутвореного Ізмаїльського району.

## Населення
За переписом 1989 року населення села становило 2599 осіб, з яких 1188 чоловіків та 1411 жінок.
За переписом населення 2001 року в селі мешкали 2252 особи.
Село населено українцями, липованами та молдаванами.

### Мова
Розподіл населення за рідною мовою за даними перепису 2001 року.
| Мова       | Відсоток |
| ---------- | -------- |
| українська | 83,4 %   |
| російська  | 12,39 %  |
| румунська  | 1,99 %   |
| болгарська | 1,37 %   |
| білоруська | 0,4 %    |
| гагаузька  | 0,09 %   |
| німецька   | 0,04 %   |
| польська   | 0,04 %   |

## Вулиці
У селі такі вулиці:
- Павла Фурдуя;
- Гагаріна;
- Некрасова;
- Ізмаїльська;
- Вишнева;
- Шкільна;
- Матросова.

## Відома особа
Уродженець села:
- Гриценко Павло Юхимович — мовознавець, доктор філологічних наук (1991), професор, директор Інституту української мови НАН України.

## Галерея

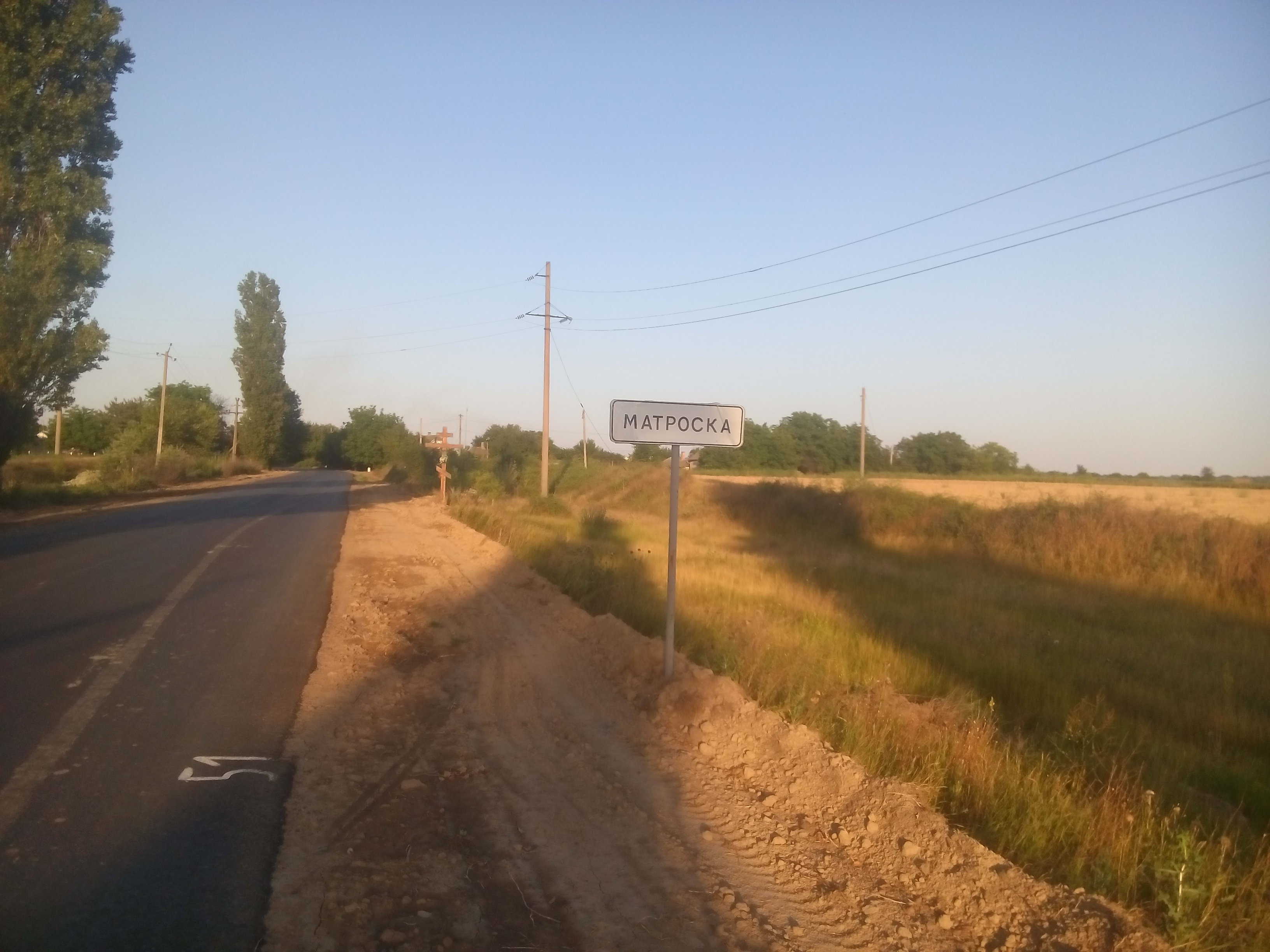
Покажчик з назвою села Матроска на в'їзд від Ларжанки
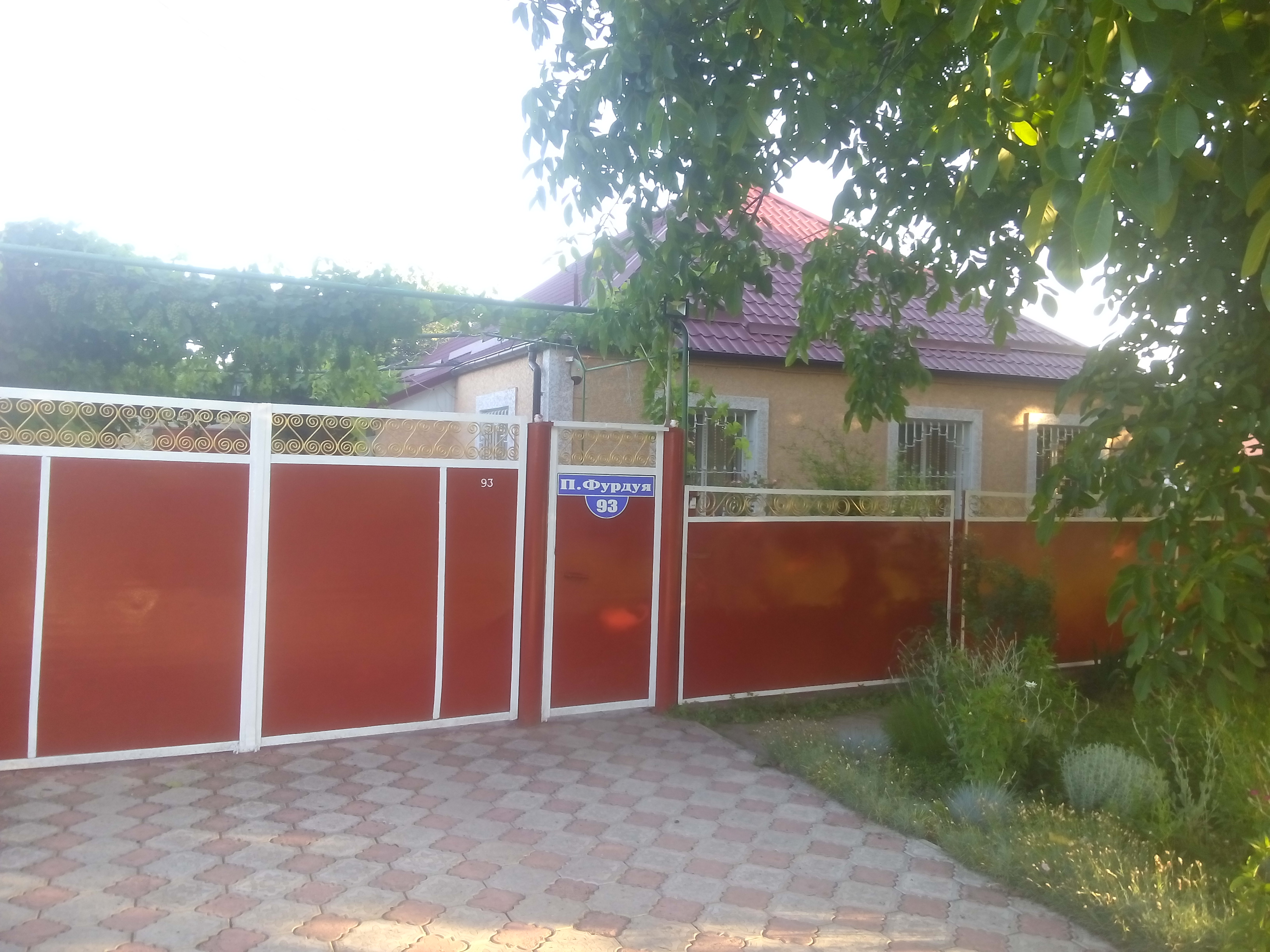
Новий будинок
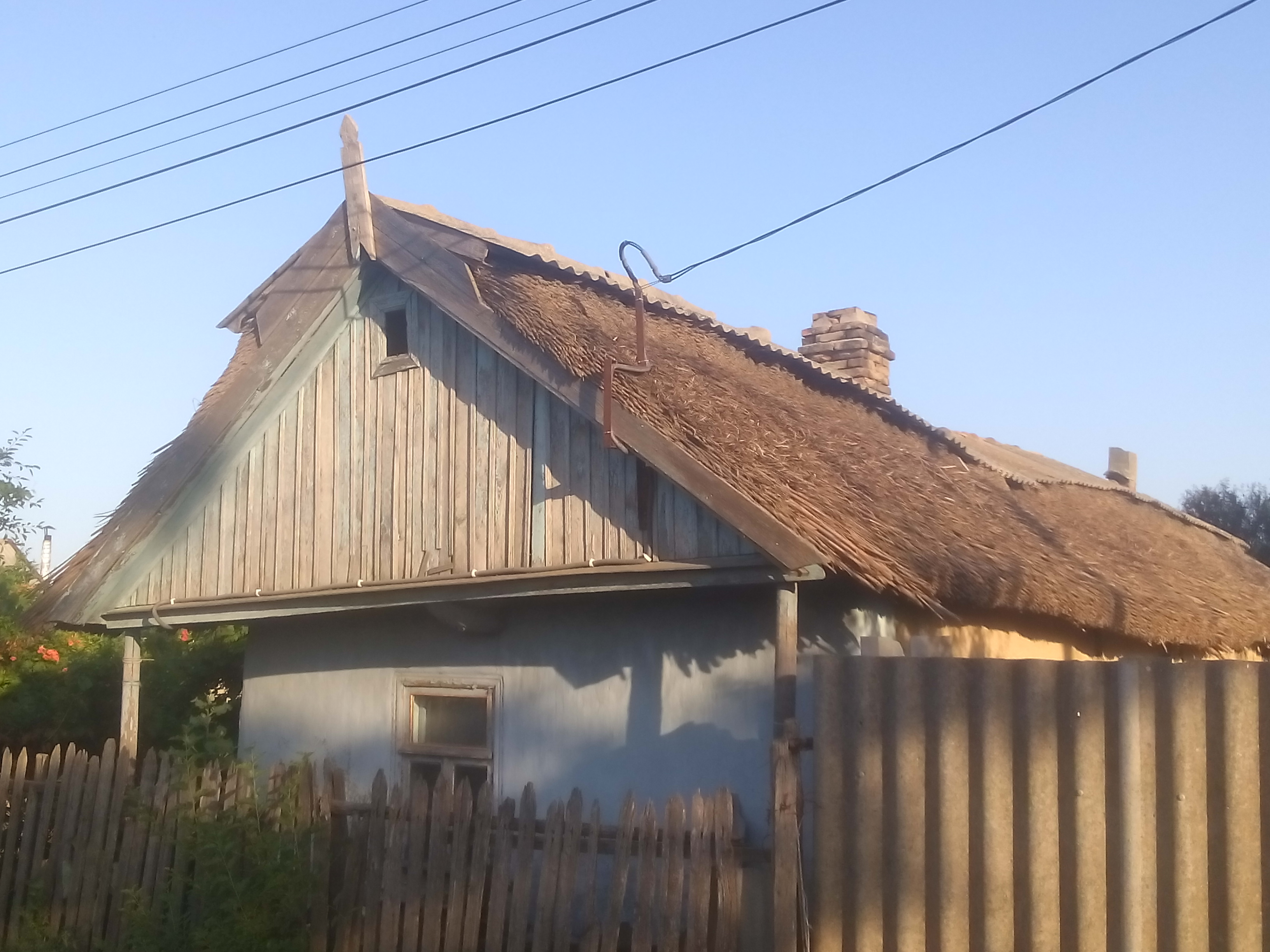
Стара хата із стріхою
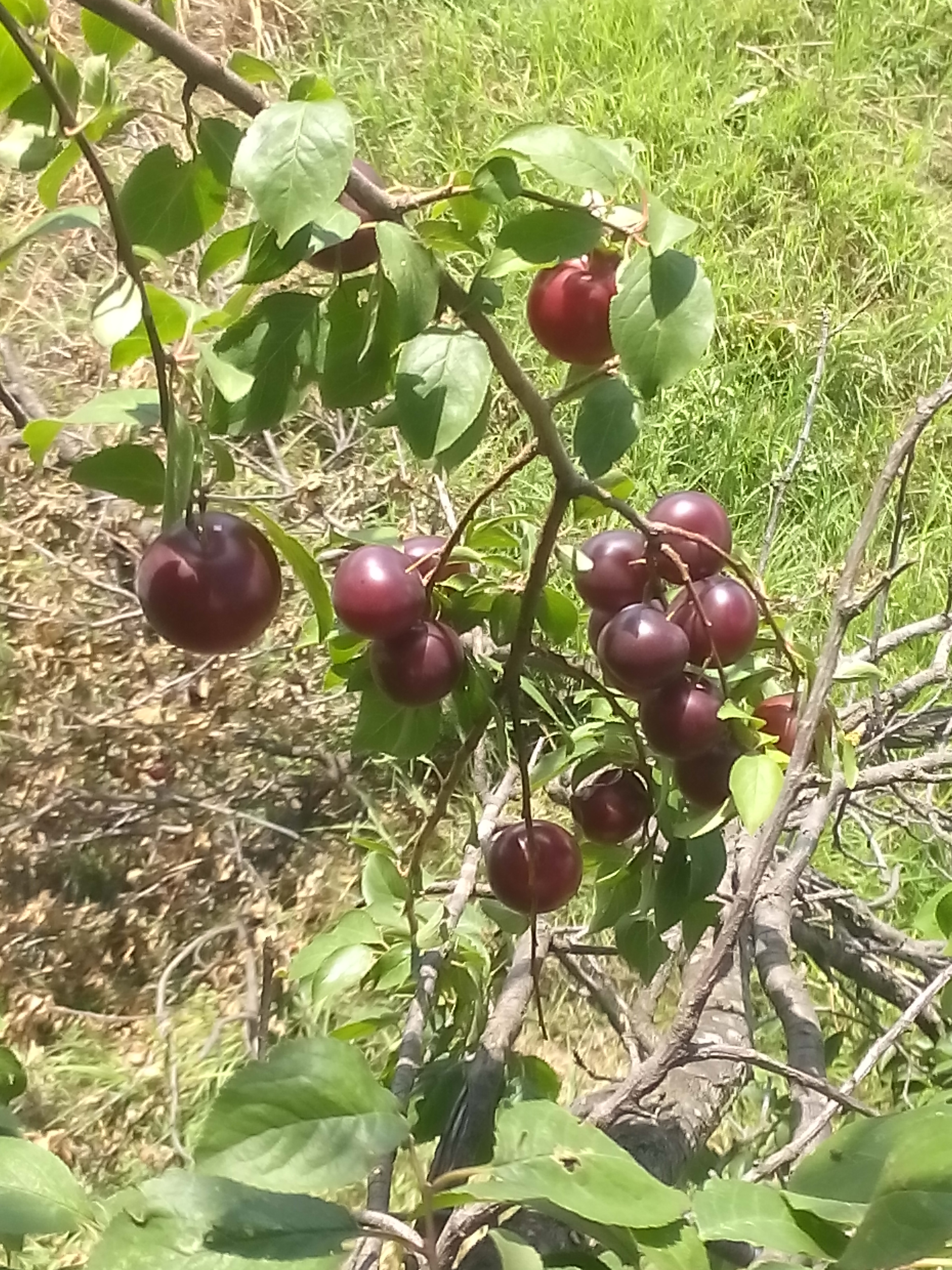
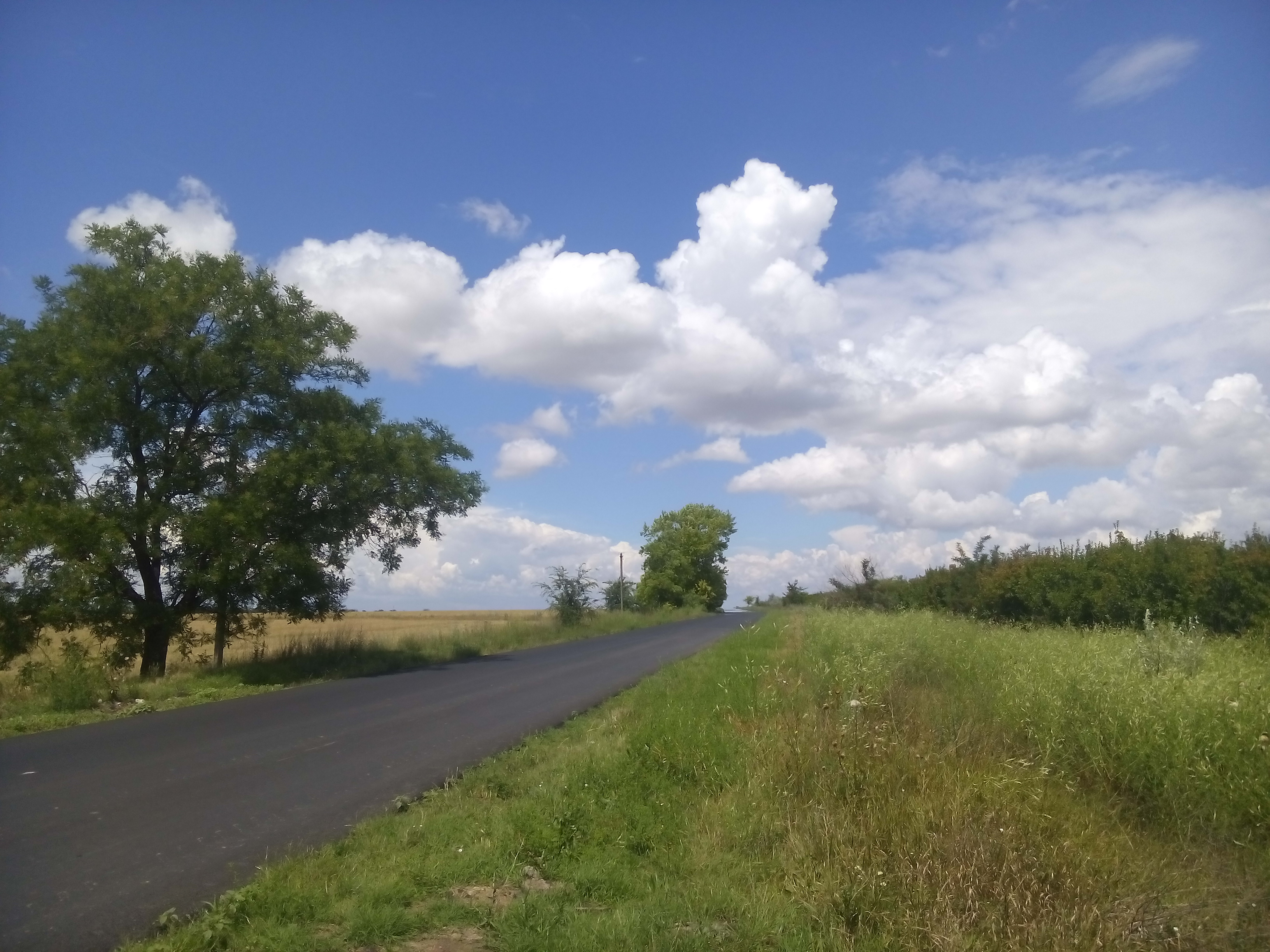
Автошлях Одеса — Рені (відновлена у 2018 році)
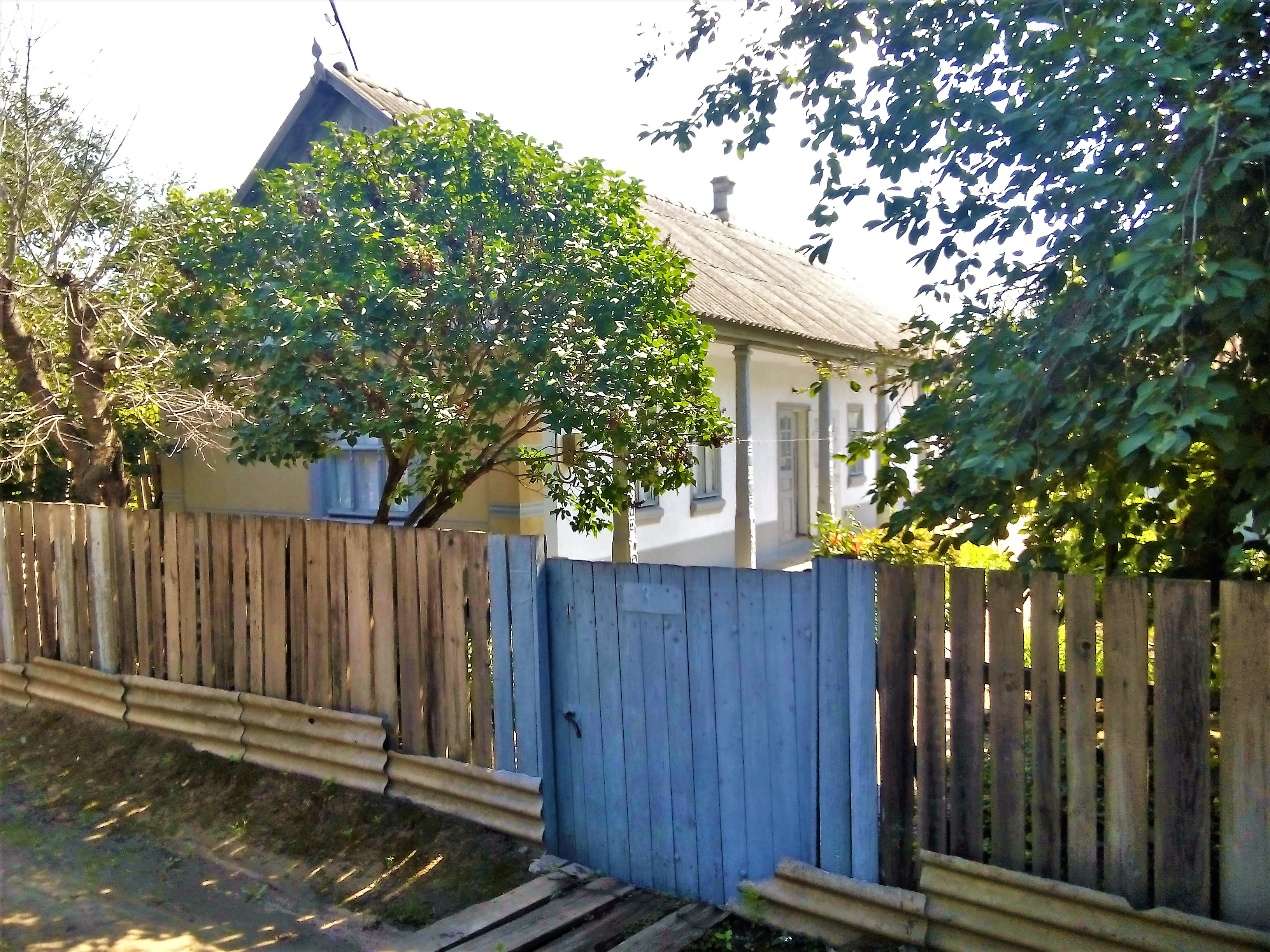
Хата типової місцевої архітектури
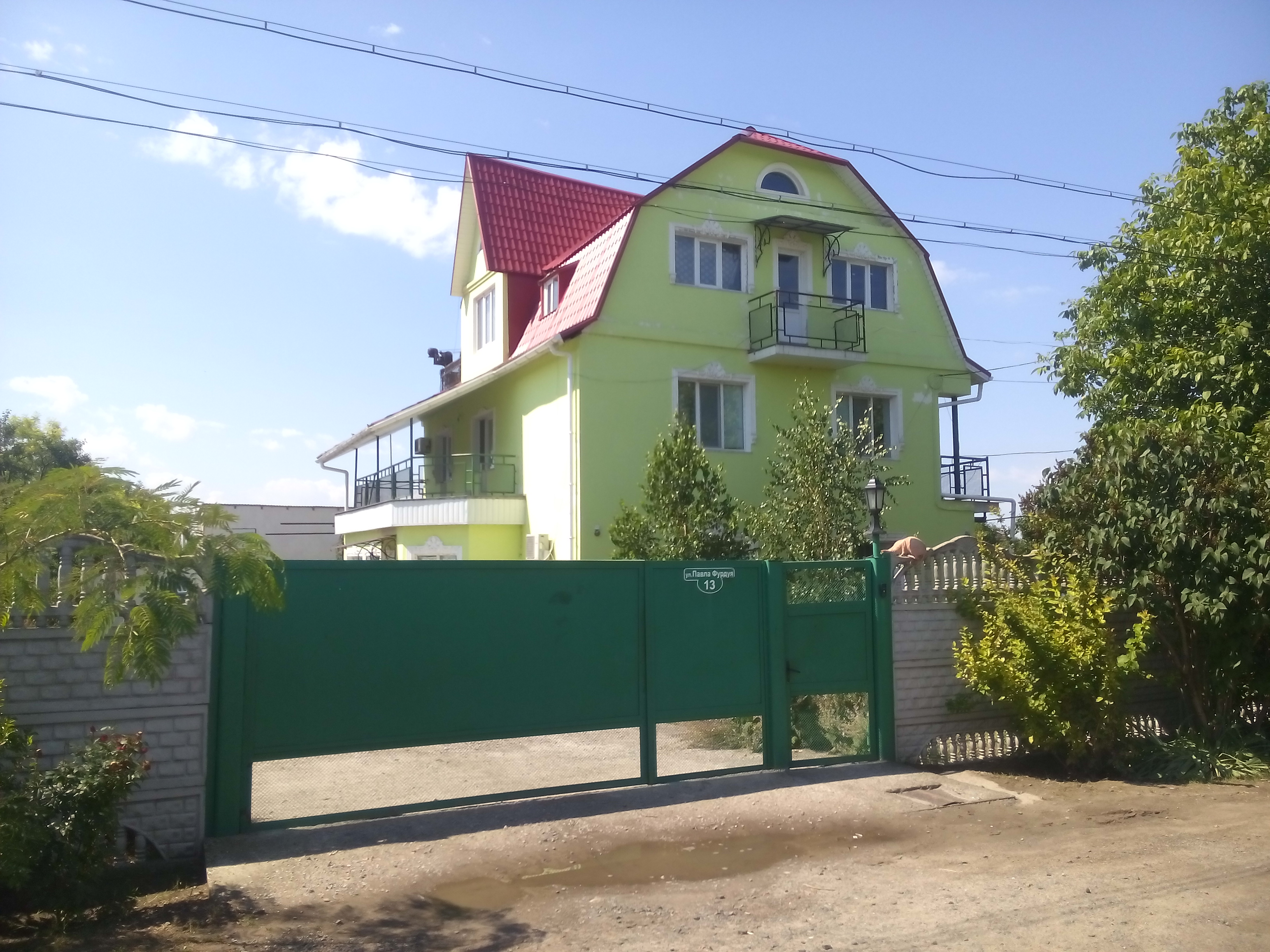
Двоповерховий будинок на вулиці Фурдуя
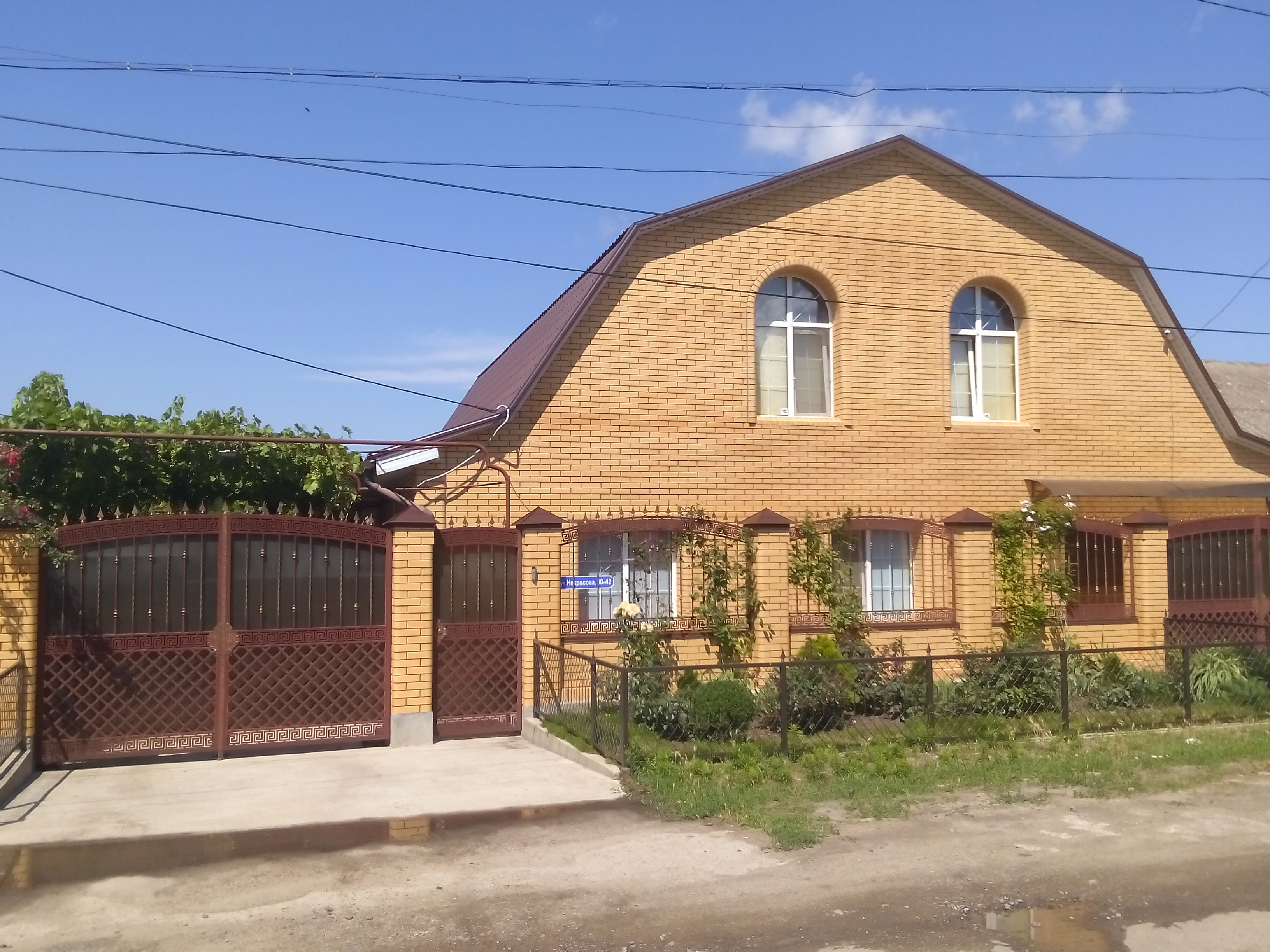
Будинок на вулиці Некрасова
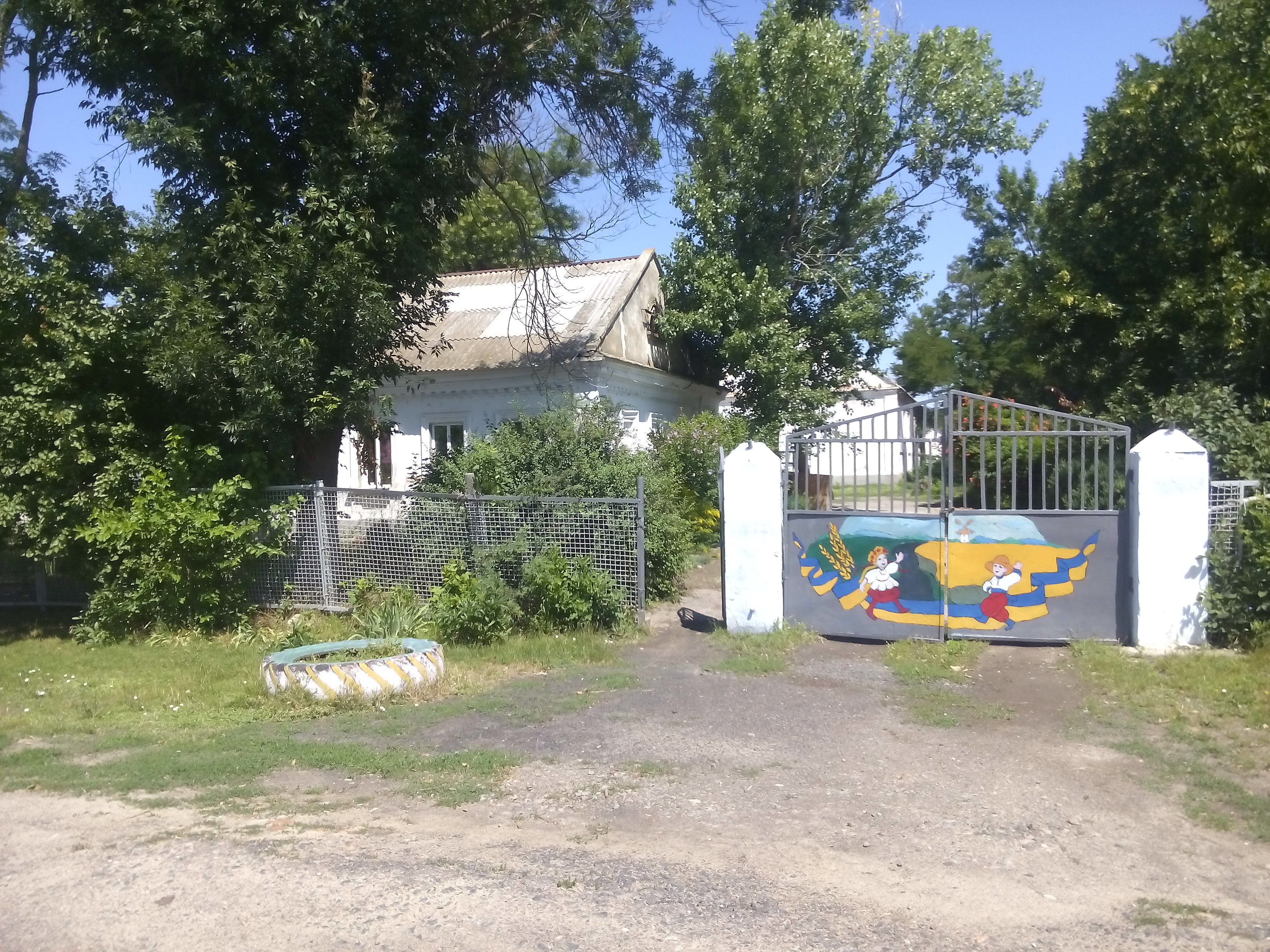
Школа
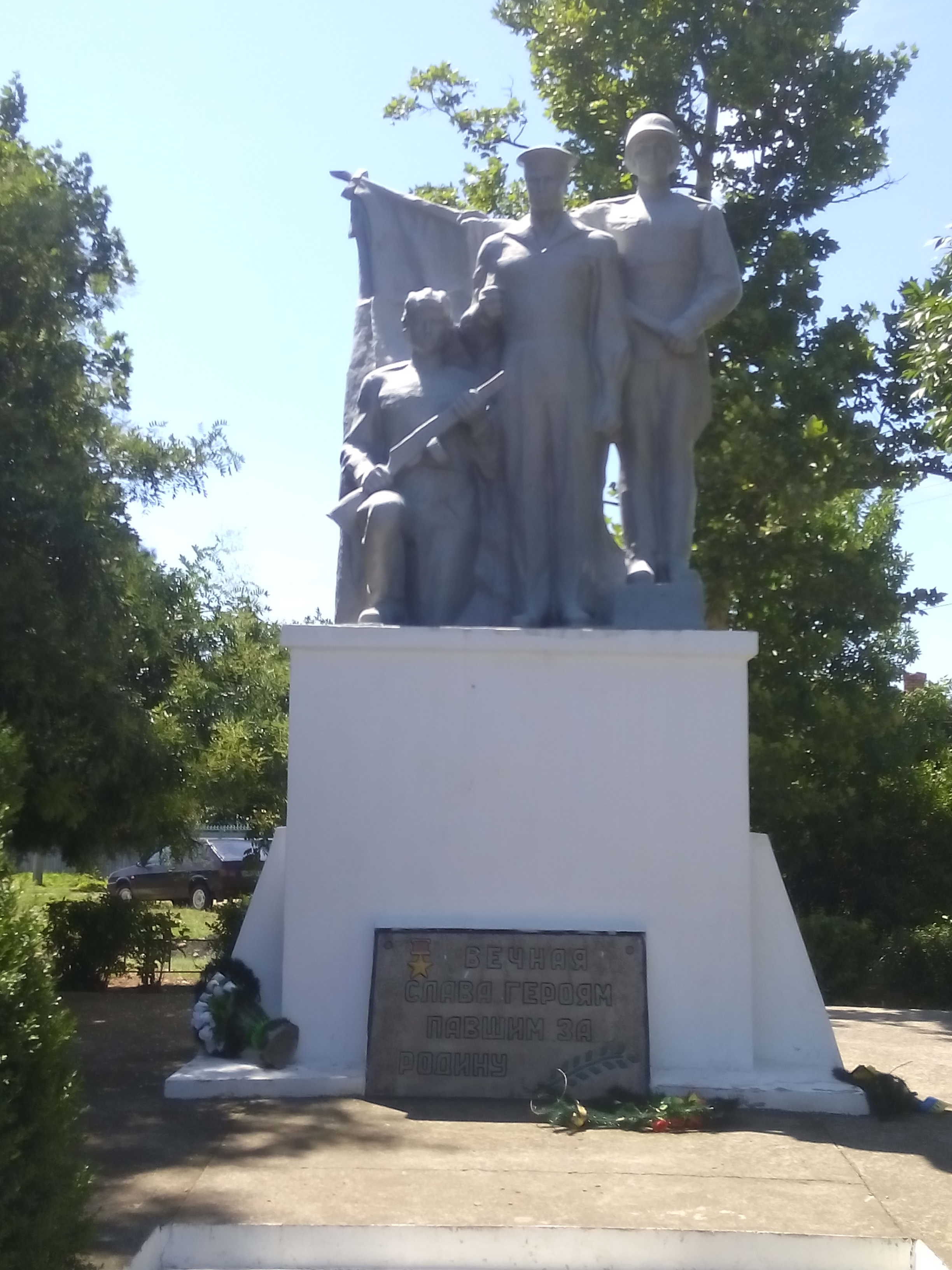
Пам'ятник
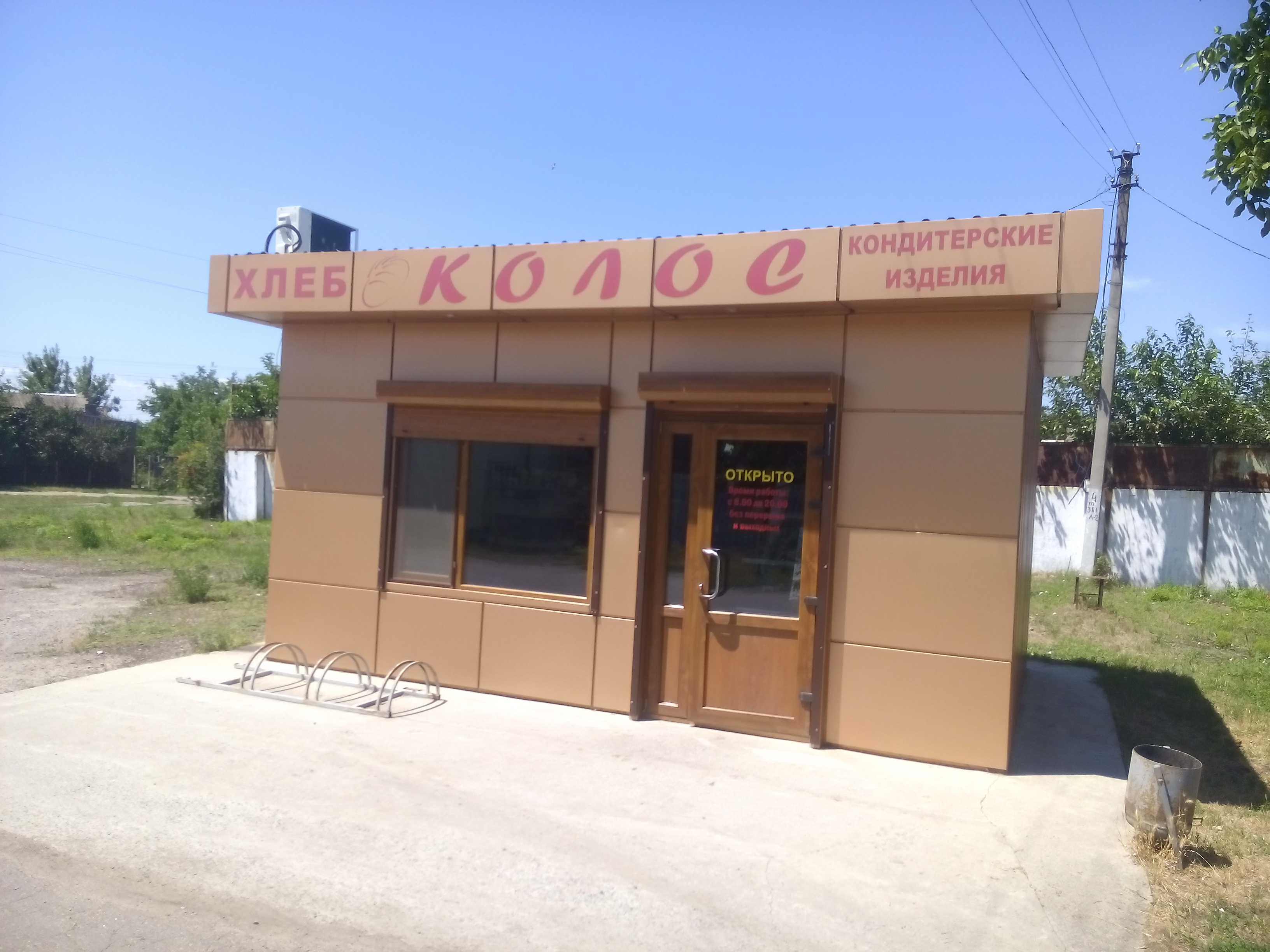
Магазин «Колос»
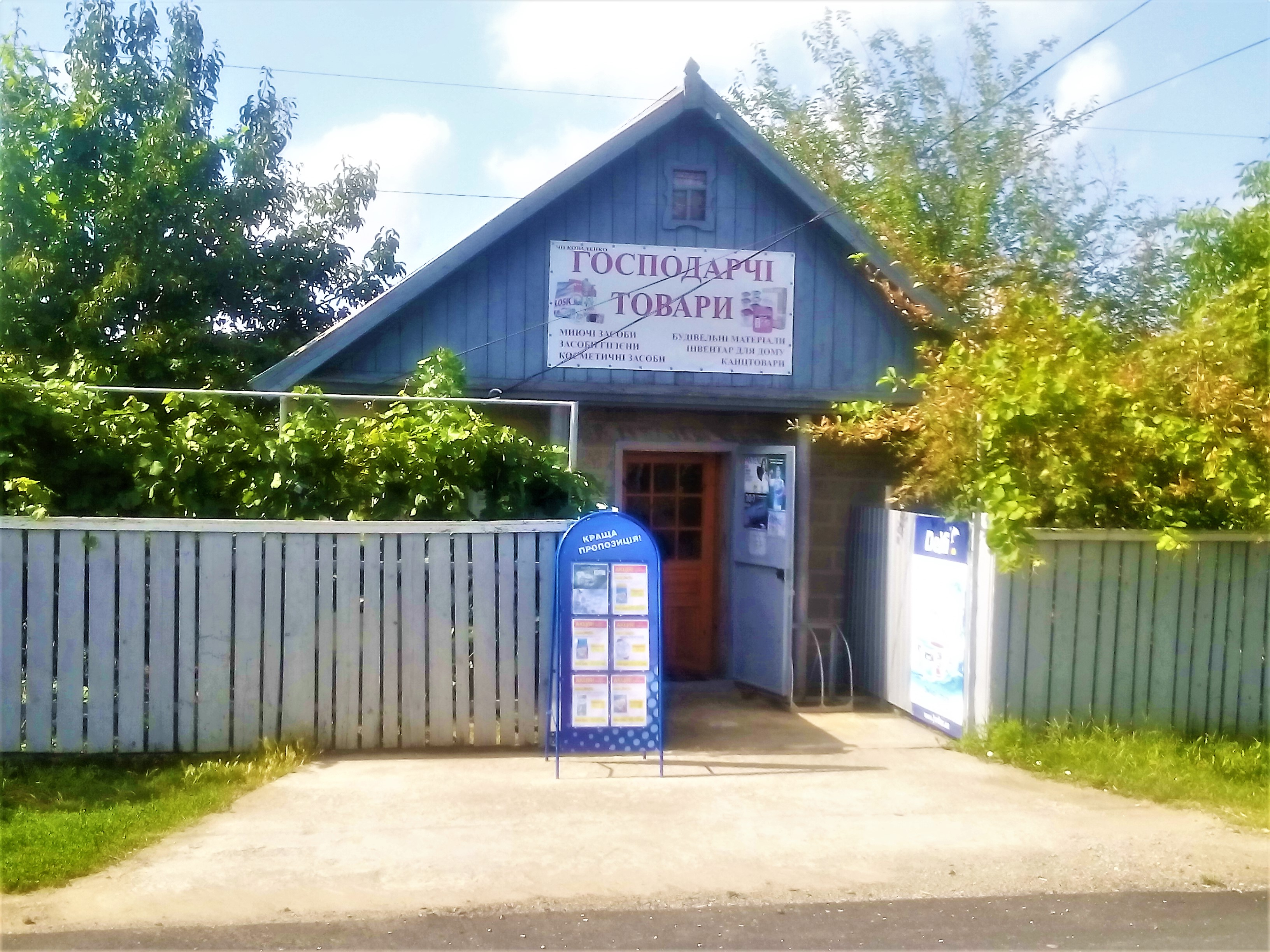
Магазин «Господарчі товари»
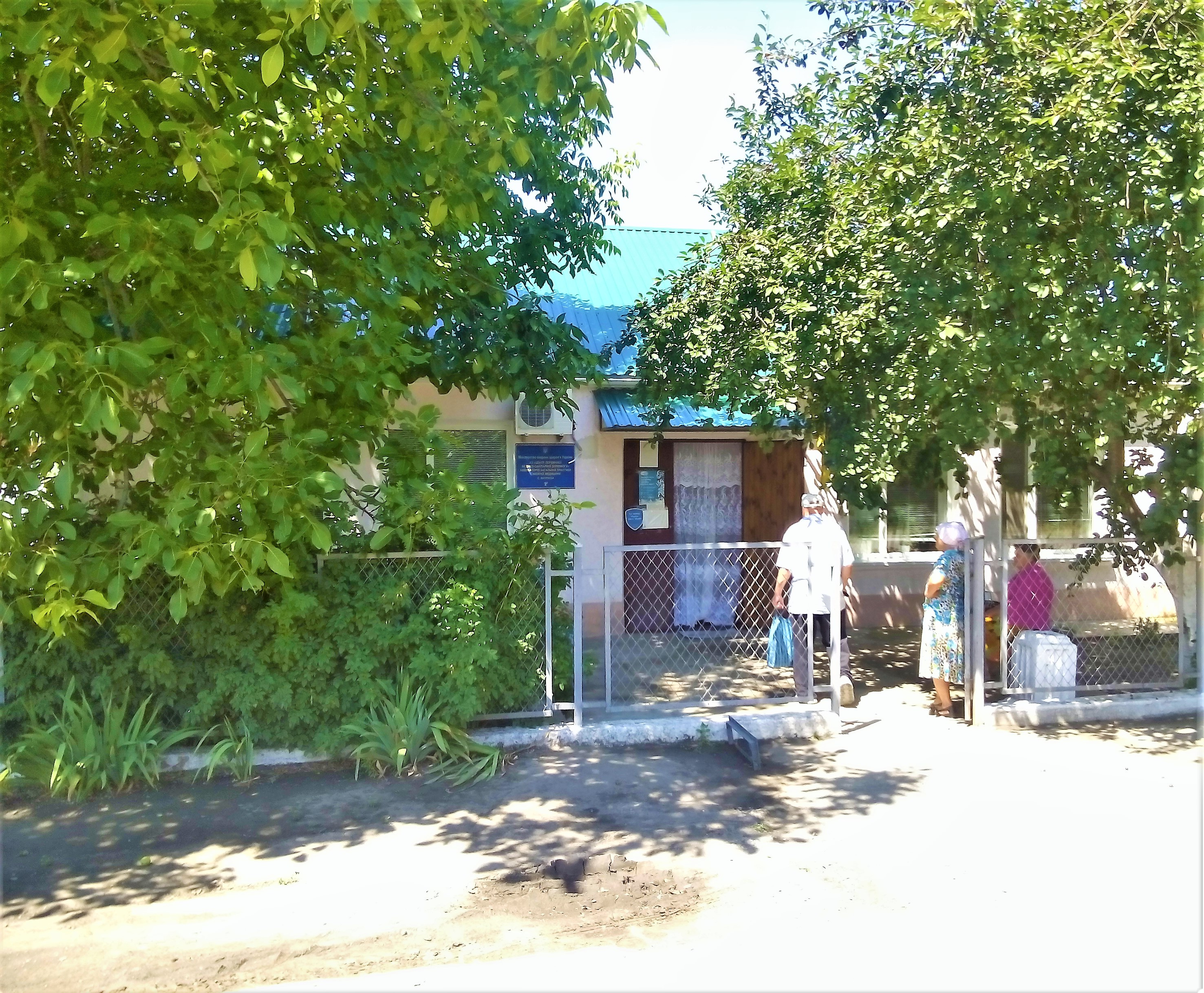
Медпункт
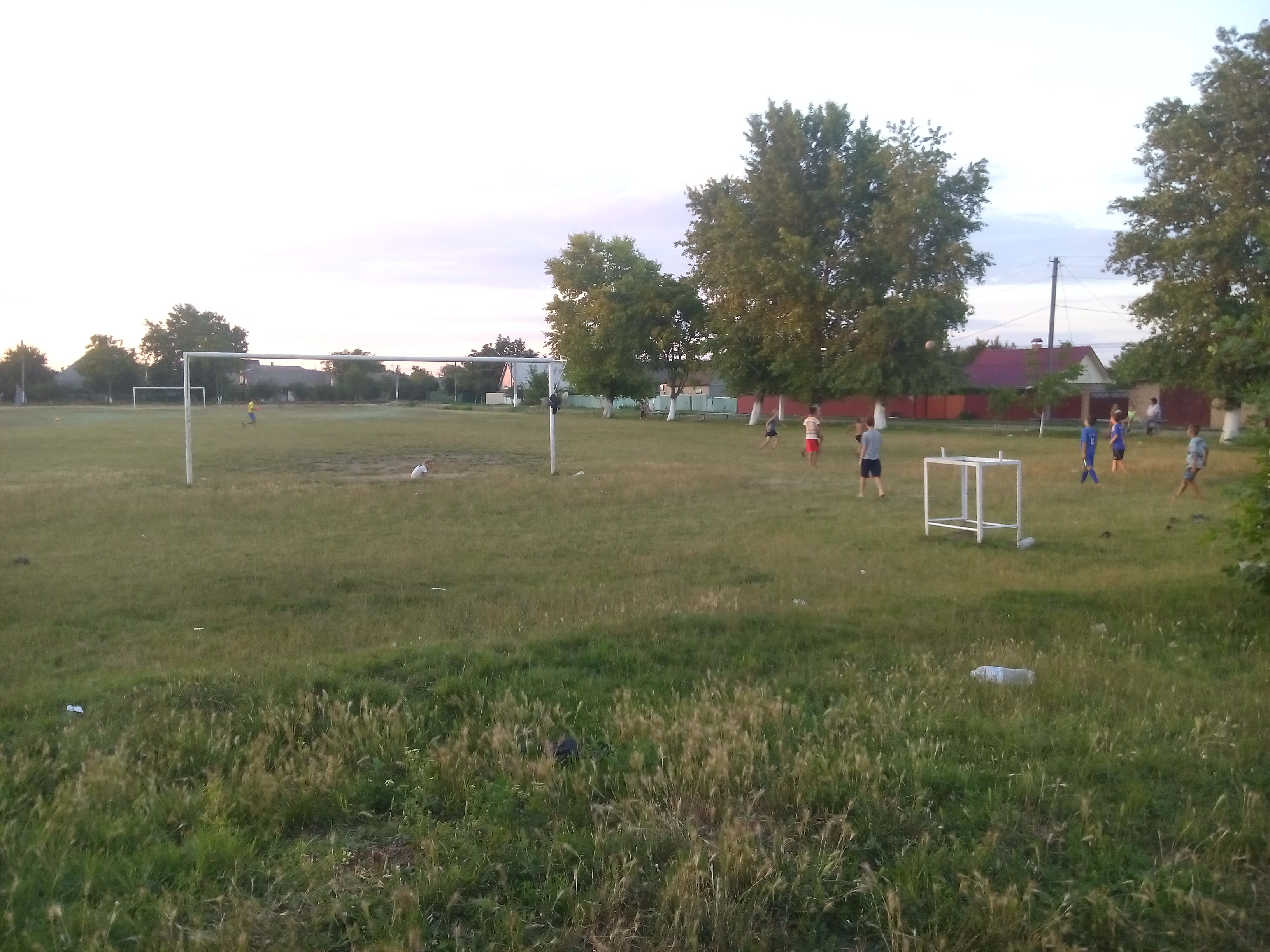
Футбольне поле
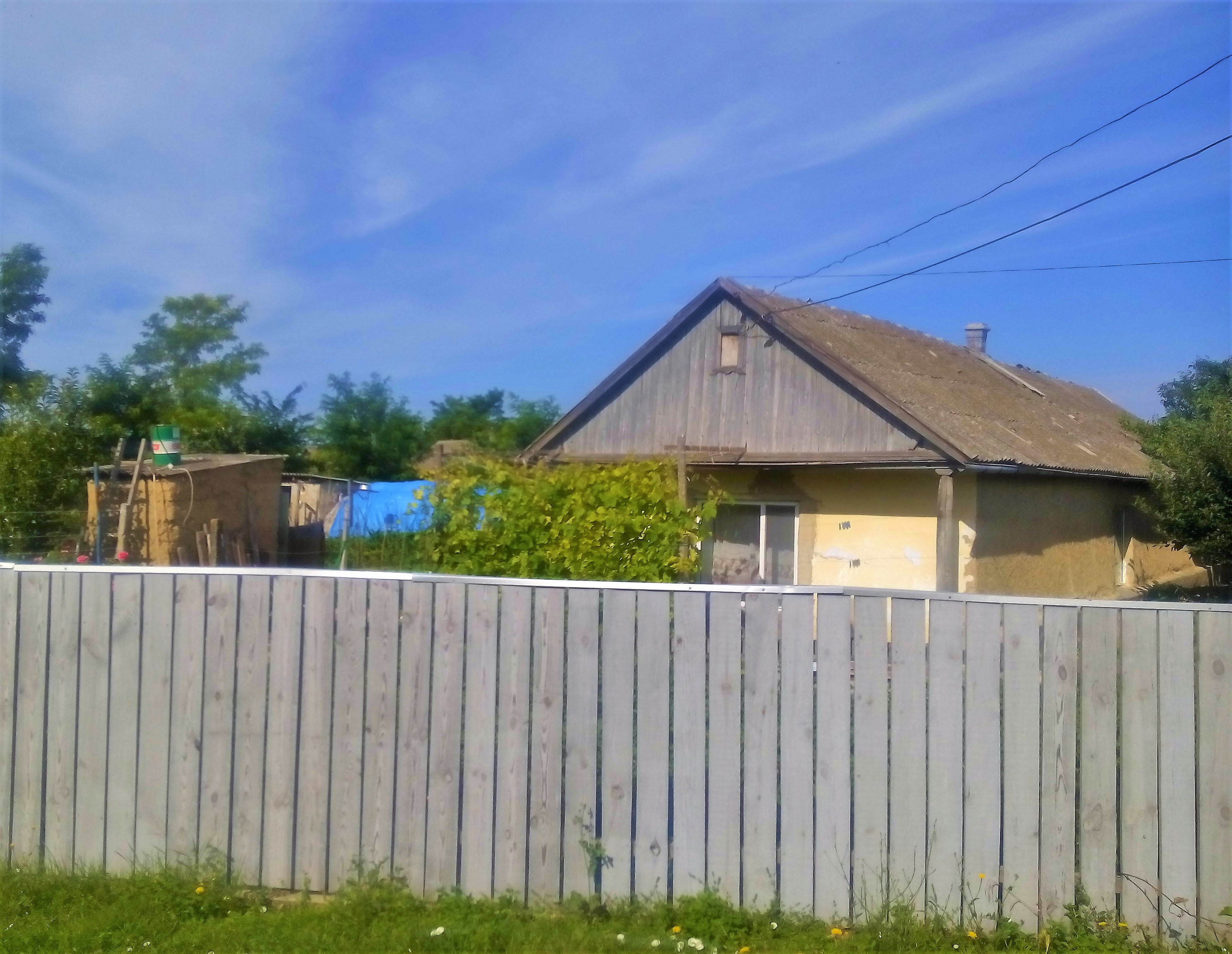
Душ
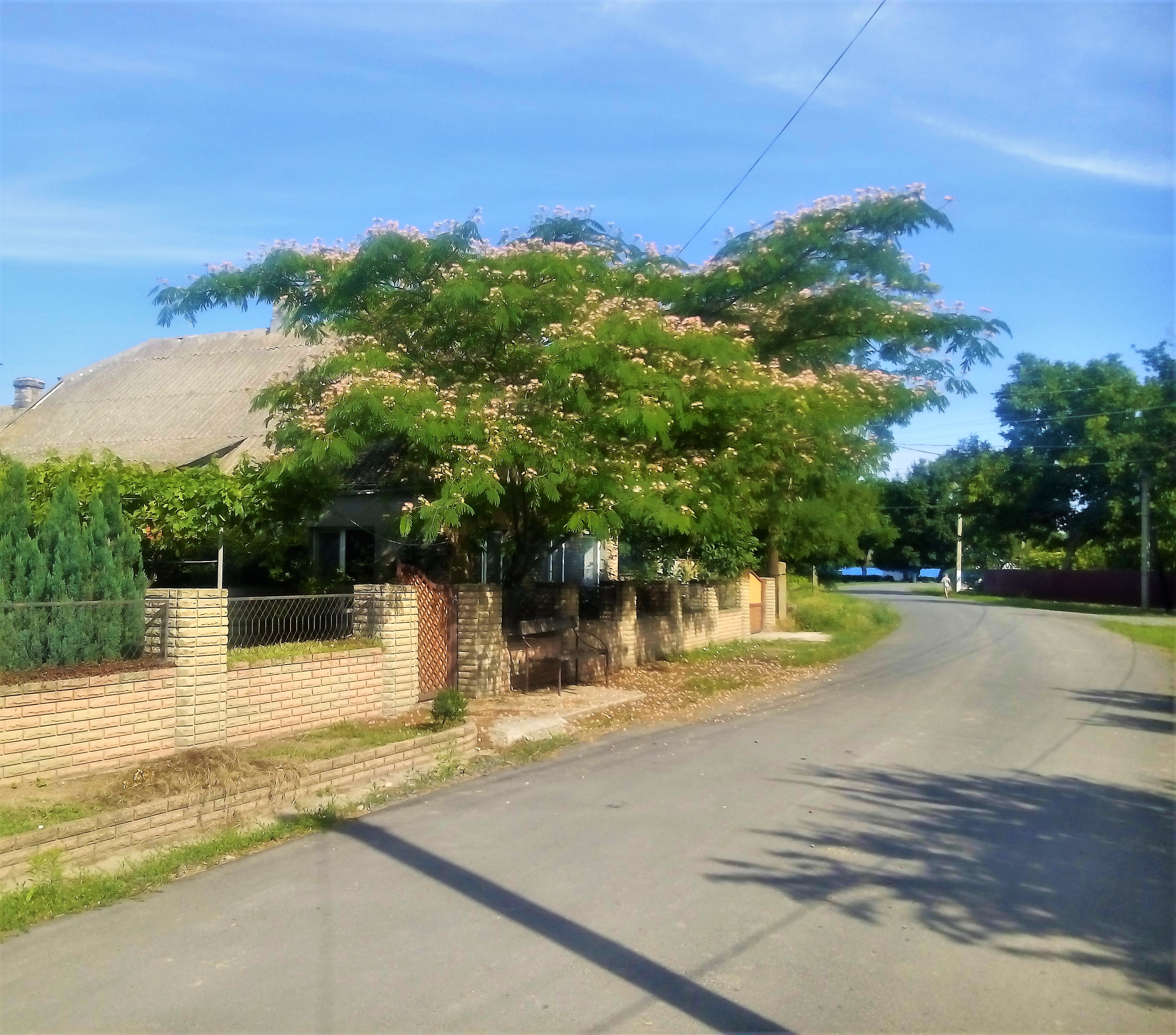
Хата із південною акацією
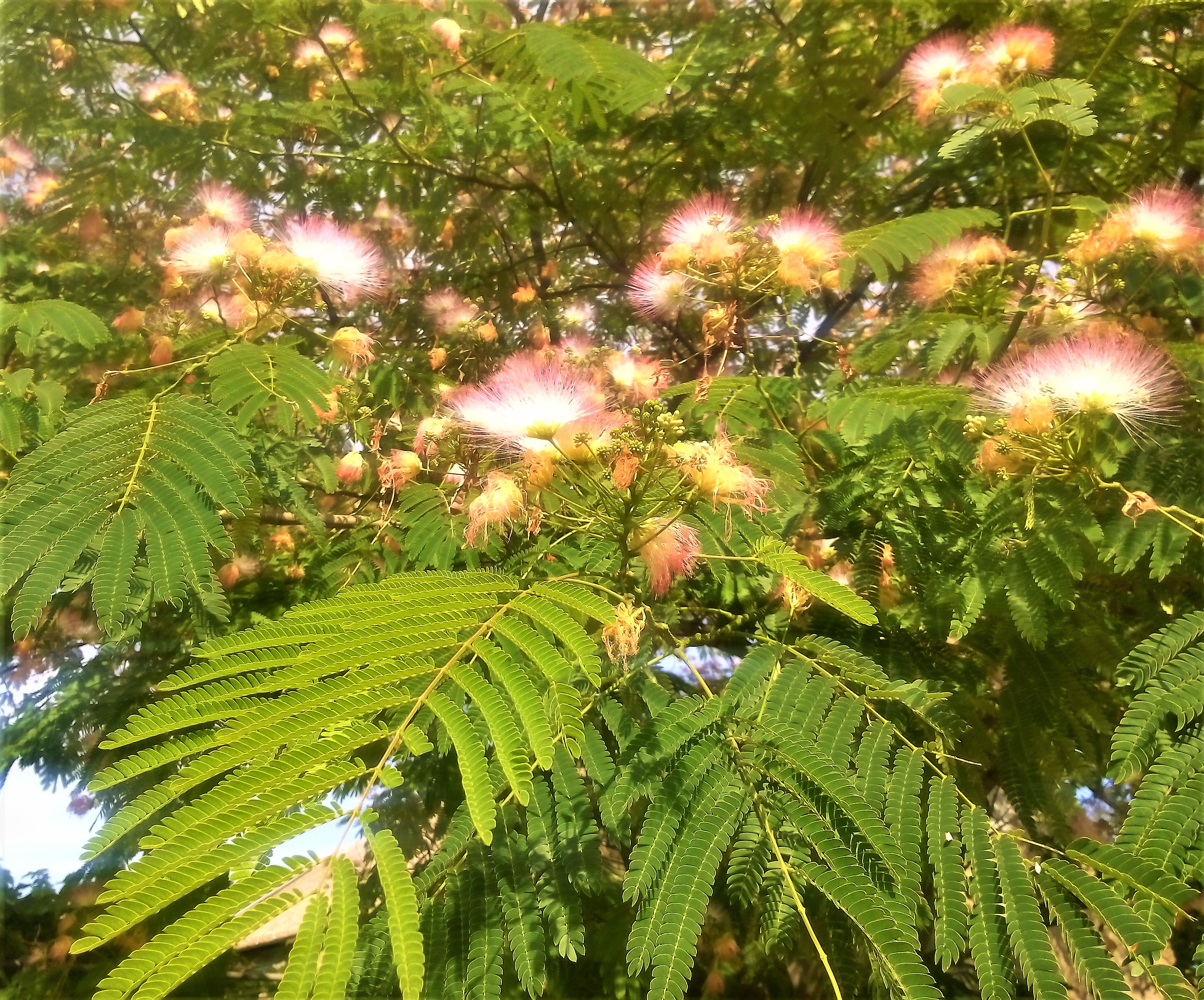
Акація зблизька
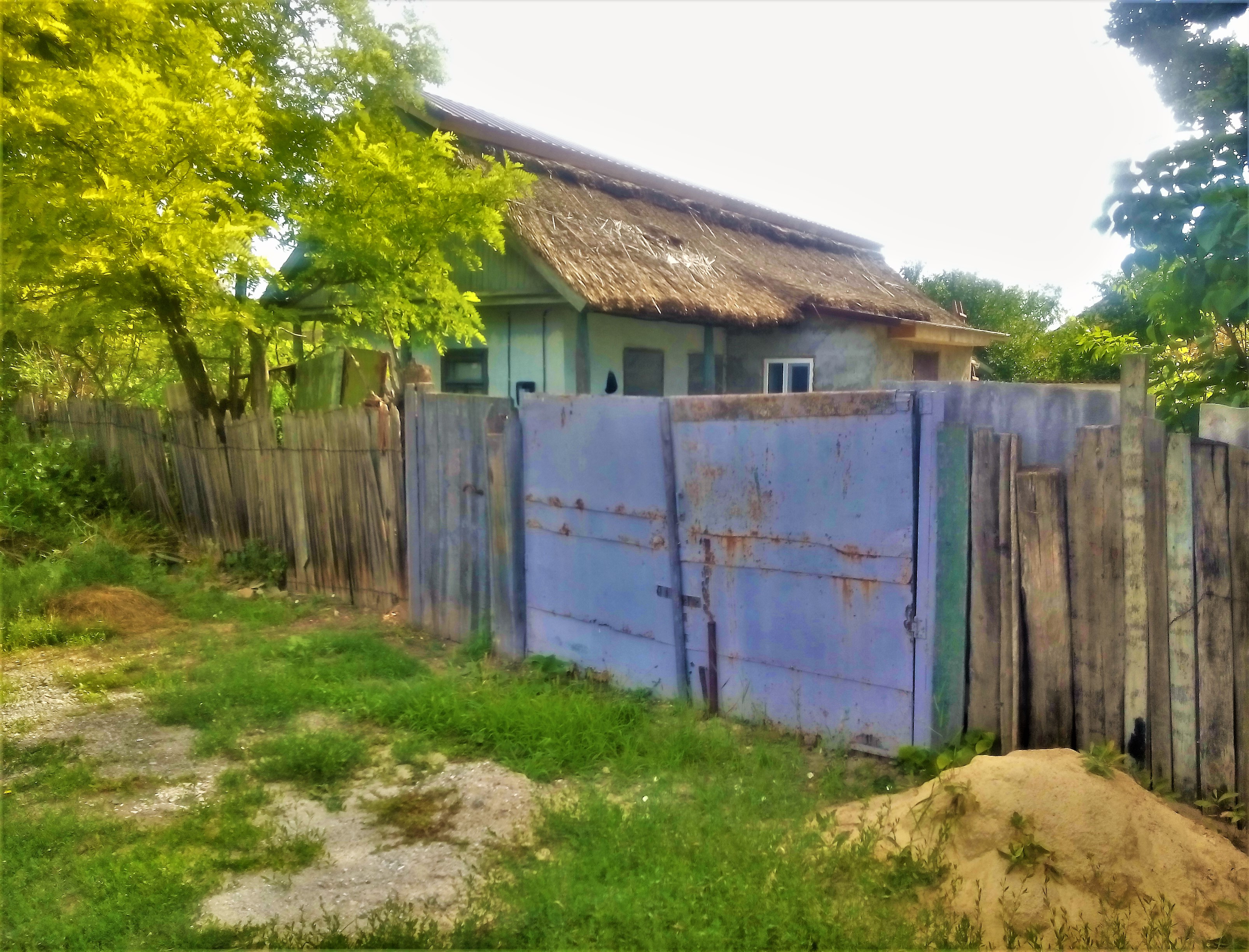
Хата під стріхою